# Tocina
Tocina er en by og kommune i det sydlige Spanien i provinsen Sevilla. Den har et indbyggertal på 9.373 (2024) indbyggere.